# Liste von Gewürzmuseen
Die folgende Liste von Gewürzmuseen gibt einen Überblick zu Gewürzmuseen, also zu Museen, die die Herstellung, die Vermarktung und die Verwendung von Gewürzen zum Hauptthema haben. Die Liste erhebt keinen Anspruch auf Vollständigkeit.

## Deutschland
| Bezeichnung                     | Bild           | Standort                                                             | Bundesland | Errichtung Einweihung | Weitere Informationen |
| ------------------------------- | -------------- | -------------------------------------------------------------------- | ---------- | --------------------- | --- |
| Spicy’s Gewürzmuseum            | weitere Bilder | Hamburg, Speicherstadt (Lage)                                        | Hamburg    | 1993                  | Ein Museum rund um den Anbau, den Handel und die Verarbeitung von Gewürzen                                                    |
| Deutsches Gewürzmuseum Kulmbach | weitere Bilder | Kulmbach, im Kulmbacher Mönchshof (Lage)                             | Bayern     | 2015 eröffnet         | Das Gewürzmuseum befindet sich in einem Gebäudekomplex mit dem Bayerischen Brauereimuseum und dem Bayerischen Bäckereimuseum. |
| Gewürzmuseum (Schönbrunn)       |                | Schönbrunn (Ortsteil von Schleusegrund), Neustädter Straße 20 (Lage) | Thüringen  |                       | [ 1 ] [ 2 ] [ 3 ] |